# Торійський кінь
Торійський кінь, торі — порода коней упряжного складу, виведена в Естонії, затверджена як самостійна в 1950 році.

## Характеристики породи

### Проміри
Торі — міцно збудований упряжний кінь вище середнього зросту з типовою висотою 162 см у загривку. У нього не занадто велика, пропорційна до тіла голова з широким лобом, пряма шия середньої довжини, грудна клітка глибока, округла і широка. Коні мають сухі кінцівки і відмінно розвинену мускулатуру корпусу, особливо в області передпліччя. Круп широкий і довгий, спина середньої довжини, м’язиста, поперековий відділ короткий, широкий, мускулистий. Копита середнього розміру, міцні та щільні, добре розвинені сухожилля, суглоби широкі та міцні.

### Масть

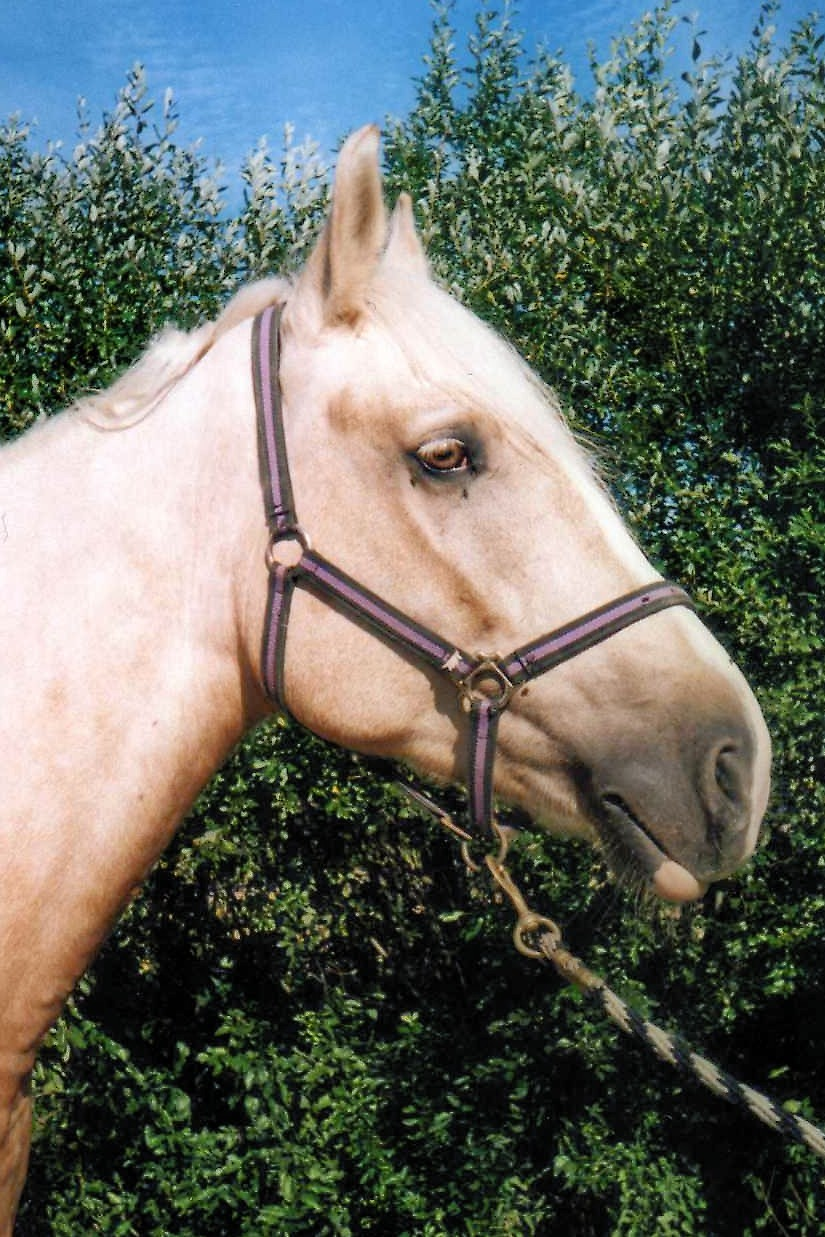
Торійський кінь солової масті

Найрозповсюдженішою мастю є руда з усією палітрою відтінків, від світлих до темних, також ворона, солова, гніда, булана, ізабелова масті. Білі відмітини голови та ніг зустрічаються і не є рідкістю в цій породі. Зі спорідненої до торійської породи, естонської породи або клепперського коня, могла в породу надійти ірисова масть, а зі спортивних порід коней - сіра, проте останні потребують підтвердження породними реєстрами.

### Особливості
В породі існує щонайменше два типи відповідно до напрямку роботи з кіньми, це старий (важкоупряжний) та новий (спортивний) типи. Обидва типи гармонійно складені як на свої окремі сфери застосування, з меншою висотою, коротшими спиною, ногами та вираженішою обмускуленістю для сільськогосподарських робіт, перевезення важкого вантажу; та вищою висотою, довшими спиною та ногами для потреб як верхових та прогулянкових коней, в упряжі в каретах та для оминання перешкод.
Живий темперамент та доброзичливий характер, про такі якості йдеться в записах про торійську породу. Торі легкий у навчанні та управлінні, орієнтований на людей. В роботі можуть використовуватись до самої старості через свій гармонійний склад та характер.

## Історія

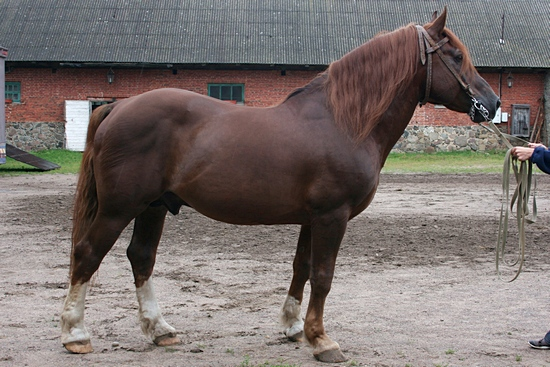
Торійський жеребець рудої масті важкоупряжного типу

В Естонії здавна розводять коней, які прекрасно пристосовані до місцевих умов, характеризуються витривалістю, швидким аллюром і невимогливі до утримання. На початку формування породи внаслідок свого малого зросту і ваги такі коні не до кінця задовольняли потреби в сільському господарстві і упряжі, що наштовхнуло естонських конярів створити більшу, вищу та витривалішу породу коней, з більшою вантажопідйомністю, в той же час, акліматизованих та адаптованих до природніх та антропогенних умов.
При виведенні породи проводили складні схрещування. Місцевих кобил спочатку покращували фінською, арабською, чистокровною верховою, орловською рисистою і деякими іншими породами. Потім тварин місцевого походження схрещували з жеребцями норфолькських і пост-бретонських запряжних порід, які зробили найбільший вплив на корисні якості торійських коней як ваговозів та упряжних коней. Для вдосконалення в напрямку полегшення і отримання коней верхового, спортивного і прогулянкового типу і досі використовують прилив крові верхових порід, переважно ганноверських, голштинських і тракененських.
Родоначальником породи вважають рудого жеребця Гетьмана (Hetman), 1886 року народження. Рекордисткою породи вважається кобила Герга (Herga), 1982 р.н., що пробігла дистанцію 2 км у візку з вантажем 1500 кг за 4 хв 24 с. Кращий час при доставці вантажу кроком показав десятирічний жеребець Уніон. Візок з вантажем в 4,5 т на відстань 2 км він провіз за 13 хв 20,5 с.
Відомі та важливі лінії, які використовуються з початку ХХІ століття в Естонії: Halis 348 T, Hingstar 317 T, Lembo 1021 TA, Tugev 575T, Uhke 573 TA і Sammur 569 T. Зі старих ліній, Hoius 3939 TB, Loots 649 T та Hasmo 129 T.

## Торійський кінь в Україні
Харківський інститут тваринництва НААН України формують реєстр торійських коней України. 
Розводять торійських коней в різних куточках України, зокрема в приватному підприємстві «Каретний Двір» у Львові.